# Macaranga alchorneifolia
Macaranga alchorneifolia är en törelväxtart som beskrevs av John Gilbert Baker. Macaranga alchorneifolia ingår i släktet Macaranga och familjen törelväxter.
Artens utbredningsområde är Madagaskar. Inga underarter finns listade i Catalogue of Life.